# César d'Este
César d'Este (né à Ferrare le 1er octobre 1562, – mort à Modène le 11 décembre 1628) est duc de Modène et de Reggio de 1597 jusqu'à sa mort.

## Biographie
César est le fils d'Alphonse d'Este, marquis de Montecchio (un fils naturel de Alphonse Ier d'Este et de sa maîtresse Laura Dianti) et de sa première épouse Giuliana della Rovere (1525-1563), fille du duc d'Urbino François Marie Ier della Rovere.
Le 27 octobre 1597, à la mort sans successeur du duc Alphonse II d'Este, le duché passe au cousin César, fils d'Alphonse d'Este marquis de Montecchio. La légitimité de la succession est reconnue par l'empereur Rodolphe II du Saint-Empire mais pas par le pape Clément VIII, car Ferrare, contrairement à Modène, Carpi et Reggio d'Émilie, est un fief pontifical. Le pape, jugeant la filiation dont est issu César illégitime, prononce l'excommunication contre César et l'incamération de la plus grande partie de ses biens. 
Ferrare retourne au Saint-Siège, malgré les tentatives répétées du duc qui demande l'aide des principales puissances européennes. Il n'obtient que des promesses et, dans le cas de Henri IV, une retentissante volte-face. 
Dès 1597, Clément VIII lance contre Ferrare une expédition militaire commandée par son neveu le cardinal Aldobrandini. La capitale de la famille D'Este est alors transférée à Modène, où le duc entre le 30 janvier 1598. 
Les premières années passées à Modène sont difficiles : la résidence, un château médiéval, est inadaptée, il y a l'opposition entre la suite ferraraise du duc et la noblesse modénoise, le duché doit faire face à la tentative de scission de Marco Pio de Sassuolo et à la guerre contre Lucques pour la possession de la Garfagnana. 
César épouse le 30 janvier 1586 Virginia de Médicis, fille de l'ex grand-duc de Toscane Cosme Ier de Toscane et de Camilla Martelli. Dix ans plus tard, elle manifeste les premiers signes de la folie qui l'accompagnera jusqu'à sa mort en 1615. 
César meurt en 1628. Son fils Alphonse III d'Este lui succède.

## Modène, capitale
Au moment de devenir capitale d'État, Modène compte à peu près 20 000 habitants. À la fin du XVIe siècle, les manufactures de textile traversent une période florissante, la corporation des métiers de la laine est la plus importante du duché et il existe une forte production de draperie de soie qui se répercute dans l'industrie agricole en raison de l'élevage du ver à soie. L'exportation des vins, rouges et blancs, des salaisons et des animaux contribue à la balance des paiements. 
À l'inverse, la production céréalière connait une situation difficile en raison de la perte de la région ferraraise. La production, dans les années normales, couvre les  2/3 du besoin, alors que les importations sont importantes pendant les années de disette qui se produisent une année sur trois.
Le déficit de la balance commerciale croit de manière importante au cours des premières années du XVIIe siècle, et la raréfaction inévitable de la monnaie en argent et en or provoque une très forte inflation qui rend encore moins compétitif les produits d'exportation, ce qui met en crise les industries locales. La transformation de Modène en capitale rend nécessaire d'importants travaux de restauration, de démolition, de construction, ce qui apporte un peu de prospérité à la population employée comme manœuvres ou maçons.

## Ascendants
|  |  | Alphonse Ier d'Este | Alphonse Ier d'Este | Alphonse Ier d'Este | Alphonse Ier d'Este | Alphonse Ier d'Este | Alphonse Ier d'Este |          |          | Laura Dianti | Laura Dianti | Laura Dianti | Laura Dianti | Laura Dianti | Laura Dianti |              |  |  |  | François Marie Ier della Rovere | François Marie Ier della Rovere | François Marie Ier della Rovere | François Marie Ier della Rovere | François Marie Ier della Rovere | François Marie Ier della Rovere |                       |                       | Éléonore de Mantoue   | Éléonore de Mantoue   | Éléonore de Mantoue | Éléonore de Mantoue | Éléonore de Mantoue | Éléonore de Mantoue |  |  |  |  |  |  |  |  |  |  |  |  |  |  |  |  |  |  |  |  |  |  |  |  |
|  |  | Alphonse Ier d'Este | Alphonse Ier d'Este | Alphonse Ier d'Este | Alphonse Ier d'Este | Alphonse Ier d'Este | Alphonse Ier d'Este |          |          | Laura Dianti | Laura Dianti | Laura Dianti | Laura Dianti | Laura Dianti | Laura Dianti |              |  |  |  | François Marie Ier della Rovere | François Marie Ier della Rovere | François Marie Ier della Rovere | François Marie Ier della Rovere | François Marie Ier della Rovere | François Marie Ier della Rovere |                       |                       | Éléonore de Mantoue   | Éléonore de Mantoue   | Éléonore de Mantoue | Éléonore de Mantoue | Éléonore de Mantoue | Éléonore de Mantoue |  |  |  |  |  |  |  |  |  |  |  |  |  |  |  |  |  |  |  |  |  |  |  |  |
|  |  |                     |                     |                     |                     |                     |                     |          |          |              |              |              |              |              |              |              |  |  |  |                                 |                                 |                                 |                                 |                                 |                                 |                       |                       |                       |                       |                     |                     |                     |                     |  |  |  |  |  |  |  |  |  |  |  |  |  |  |  |  |  |  |  |  |  |  |  |  |
|  |  |                     |                     |                     |                     | Alphonse            | Alphonse            | Alphonse | Alphonse | Alphonse     | Alphonse     |              |              |              |              |              |  |  |  |                                 |                                 |                                 |                                 | Giuliana della Rovere           | Giuliana della Rovere           | Giuliana della Rovere | Giuliana della Rovere | Giuliana della Rovere | Giuliana della Rovere |                     |                     |                     |                     |  |  |  |  |  |  |  |  |  |  |  |  |  |  |  |  |  |  |  |  |  |  |  |  |
|  |  |                     |                     |                     |                     | Alphonse            | Alphonse            | Alphonse | Alphonse | Alphonse     | Alphonse     |              |              |              |              |              |  |  |  |                                 |                                 |                                 |                                 | Giuliana della Rovere           | Giuliana della Rovere           | Giuliana della Rovere | Giuliana della Rovere | Giuliana della Rovere | Giuliana della Rovere |                     |                     |                     |                     |  |  |  |  |  |  |  |  |  |  |  |  |  |  |  |  |  |  |  |  |  |  |  |  |
|  |  |                     |                     |                     |                     |                     |                     |          |          |              |              |              |              |              |              |              |  |  |  |                                 |                                 |                                 |                                 |                                 |                                 |                       |                       |                       |                       |                     |                     |                     |                     |  |  |  |  |  |  |  |  |  |  |  |  |  |  |  |  |  |  |  |  |  |  |  |  |
|  |  |                     |                     |                     |                     |                     |                     |          |          |              |              |              |              |              |              | César d'Este |  |  |  |                                 |                                 |                                 |                                 |                                 |                                 |                       |                       |                       |                       |                     |                     |                     |                     |  |  |  |  |  |  |  |  |  |  |  |  |  |  |  |  |  |  |  |  |  |  |  |  |

## Descendants
1. Giulia d'Este (1588-1645)
2. Alphonse III d'Este (1591-1644), duc de Modène à partir de 1628
3. Luigi d'Este (1593/1594-1664), seigneur de Montecchio et Scandiano
4. Laura d'Este (1594-1630)
5. Caterina d'Este (1595-1618)
6. Ippolito d'Este (1599-1647)
7. Niccolo d'Este (1601-1640)
8. Borso d'Este (1605-1657)
9. Foresto d'Este (1606-1639/1640)
10. Angela Caterina d'Este (morte en 1651), sœur

## Allusion littéraire
Le conflit entre César d'Este et le pape Clément VIII est évoqué dans l'un des épisodes de "Lord Ruthwen, ou Les vampires", de Cyprien Bérard (1820), intitulé "Le ministre du duc de Modène".

## Source
- (it) Cet article est partiellement ou en totalité issu de l’article de Wikipédia en italien intitulé « Cesare d'Este » (voir la liste des auteurs).